# La Riba
La Riba ist eine katalanische Gemeinde in der Provinz Tarragona im Nordosten Spaniens. Sie liegt in der Comarca Alt Camp.

## Lage und Klima
La Riba liegt am Zusammenfluss der beiden Flüsse Bruigent und Francolí an einem niedrigen Berg. Es besteht aus den Orten La Riba mit 710 Bewohnern und Les Hortasses mit 22 Bewohnern.

## Kultur und Sehenswürdigkeiten

### Wirtschaft und Verkehr
In La Riba befinden sich zurzeit zwei Papierfabriken, eine von Essity und eine von Goma Camps. Die Fabrik von Essity soll 2018 geschlossen werden.

## Persönlichkeiten
- Isidro Gomá y Tomás (1869–1940), römisch-katholischer Geistlicher, Erzbischof von Toledo 1933–1940